# Willibald Krain

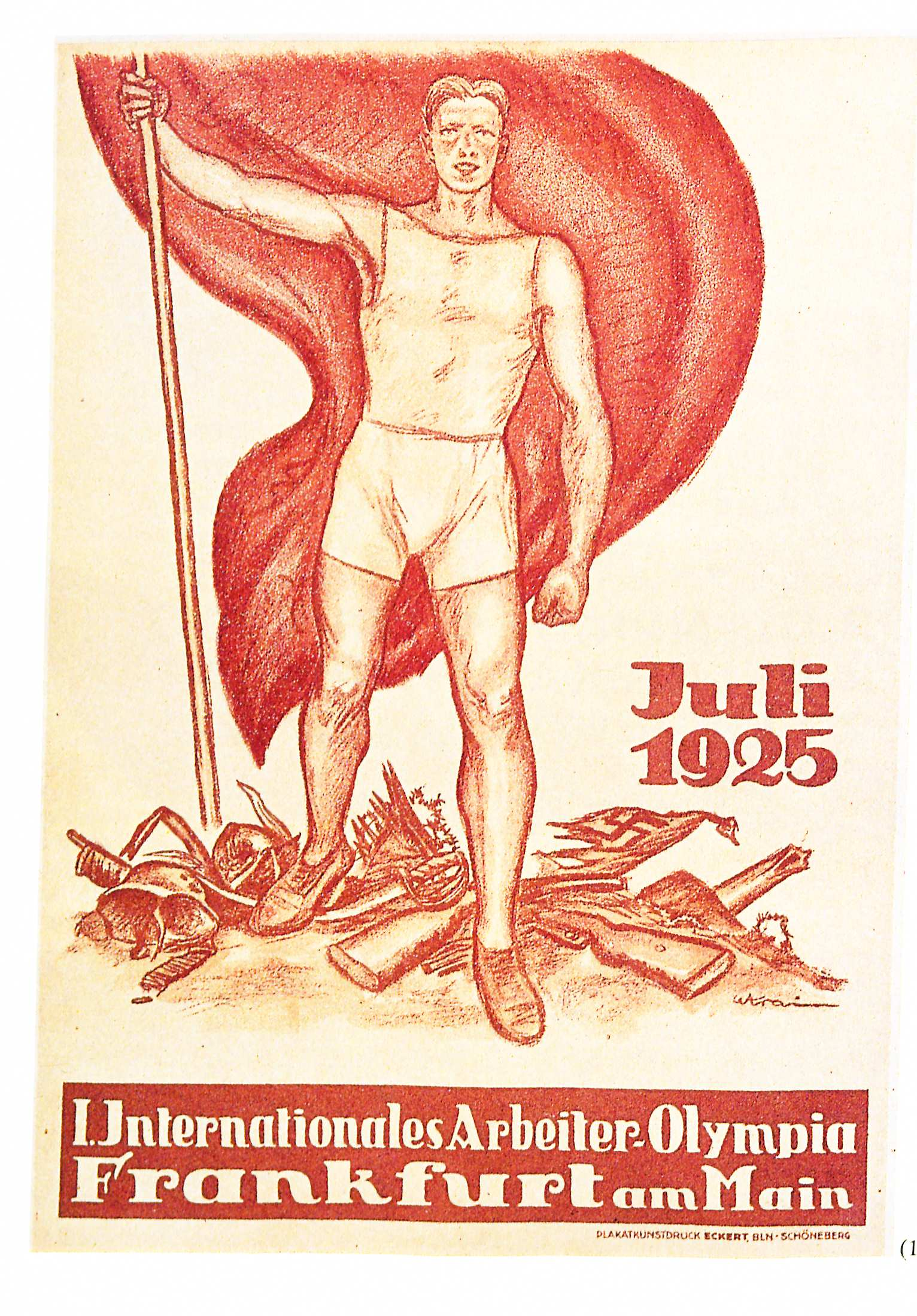
I. Internationale Arbeiterolympiade 1925

Willibald Krain (* 11. Dezember 1886 in Breslau; † 11. September 1945 in Dresden) war ein deutscher Maler, Zeichner und Illustrator.

## Leben
Krain wuchs in Schlesien auf und studierte von 1904 bis 1907 Malerei an der Staatlichen Akademie für Kunst und Kunstgewerbe Breslau und danach in München bei Angelo Jank. Ab 1909 war er freischaffend.
Er machte sich mit Illustrationen von bodenständigen Erzählungen mit Lokalkolorit, sozialkritischen und antimilitaristischen Zeichenblättern und zahlreichen Pressezeichnungen, Porträts, Skizzen und Gemälden einen Namen. Seine Werke fanden insbesondere in demokratischen und linken Presseerzeugnissen eine größere Verbreitung, so zeichnete er für die Zeitschriften Der Wahre Jacob, die Jugend, den Simplicissimus und die Berliner Illustrirte Zeitung. Aus seinen Erlebnissen im Ersten Weltkrieg stammen 1916 sieben Blätter mit Darstellungen kriegerischer Gräueltaten unter dem Titel Krieg. Allen Völkern gewidmet.
Unmittelbar nach der Machtübergabe an die Nationalsozialisten 1933 erhielt Krain Berufsverbot als Pressezeichner, das jedoch später wieder aufgehoben wurde, 1944 veröffentlichte er im Kladderadatsch u. a. antisemitische Karikaturen (Nr. 26 und 32). In den letzten Wochen des Krieges wurde er zum Volkssturm eingezogen. Kampfhandlungen blieben ihm erspart. Die Rote Armee nahm ihn gefangen. Auf einem Gefangenentransport erlitt er eine Schussverletzung, an der er nach seiner Entlassung aus der Gefangenschaft in einem Dresdner Krankenhaus starb.
Einen kleinen Ausschnitt seines Schaffens hat sein Enkel in dem Bildband Willibald Krain – gefeiert – verboten – vergessen veröffentlicht. 2010 waren einige Werke in der Gemeinschaftsausstellung Entdeckte Moderne in der Kunsthalle Jesuitenkirche in Aschaffenburg zu sehen sowie 2017 mehrere Werke in der Ausstellung Der Große Krieg im Kleinformat. Graphik und Medaillenkunst zum Ersten Weltkrieg im Mittelrhein-Museum in Koblenz.
Willibald Krain verstarb am 11. September 1945 in  Dresden genau 3 Monate vor der Vollendung seines 59. Geburtstag.

## Werke (Auswahl)
- Die Wartenden/Flüchtlinge (Tafelbild, Öl, vor 1945; 1948 ausgestellt auf der Ausstellung „150 Jahre soziale Strömungen in der bildenden Kunst“ in Dresden)[2]
- Obdachlose (Tafelbild, Öl, vor 1945; 1948 ausgestellt auf der Ausstellung „150 Jahre soziale Strömungen in der bildenden Kunst“)[3]
- Vision am Volkstrauertag (Zeichnung; Titelblatt zu Zeitbilder. Beilage zu Vossischen Zeitung Nr. 11 vom 12. März 1933)[4]
- Illustrationen zu Will Erich Peuckert: Schlesisch. Bd. VII der Reihe „Was nicht im Wörterbuch steht“, Piper Verlag, München 1937